# Nuove Edizioni Romane
Le Nuove Edizioni Romane - N.E.R. è una casa editrice nata nell'ottobre 1977 e avente sede a Roma. Si è qualificata come medio editore dal 1977 al 2012, pubblicando oltre dieci titoli l'anno.
La sua produzione editoriale è specializzata in due aree principali. Una, di natura per lo più saggistica, consiste nella diffusione della teoria psichiatrica di Massimo Fagioli, e l'altra, a carattere più spesso narrativo, nello sviluppo di una linea editoriale specifica nel campo della letteratura per ragazzi.